# Епархия Режистру
Епархия Режистру (лат. Dioecesis Registrensis) — епархия Римско-Католической церкви с центром в городе Режистру, Бразилия. Епархия Режистру входит в митрополию Сорокабы. Кафедральным собором епархии Режистру является церковь святой Франциска Ксаверия.  

## История
19 января 1974 года Римский папа Павел VI которой учредил епархию Режистру, выделив её из епархий Сантуса и епархи Итапевы.

## Ординарии епархии
- епископ Apparecido José Dias (1974—1996);
- епископ José Luíz Bertanha (1998 — по настоящее время).

## Источник
- Annuario Pontificio, Libreria Editrice Vaticana, Città del Vaticano, 2003, ISBN 88-209-7422-3